# 香里園駅

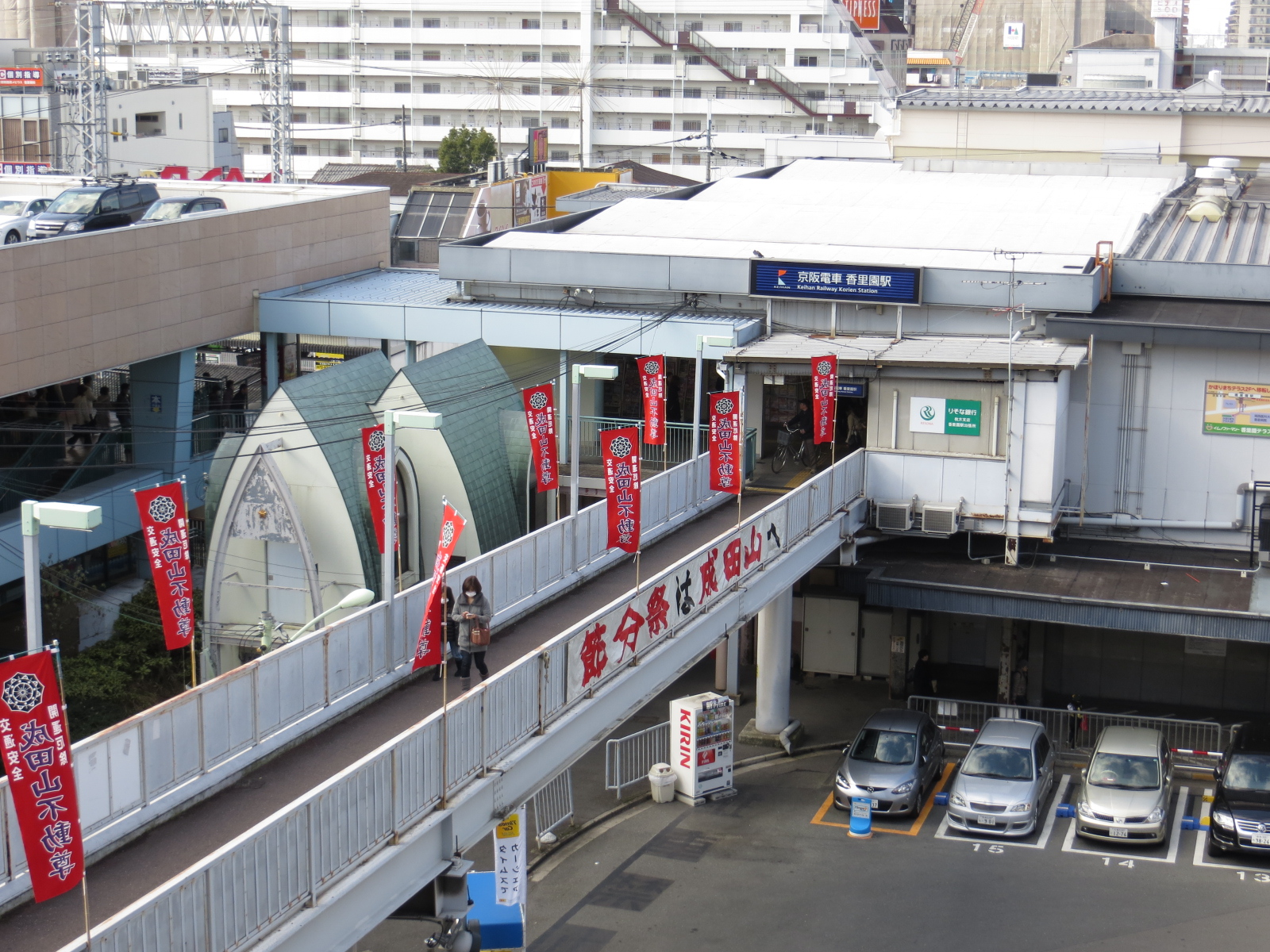
東口（2013年2月）

香里園駅（こうりえんえき）は、大阪府寝屋川市香里南之町にある、京阪電気鉄道京阪本線の駅。駅番号はKH18。

## 概要
寝屋川市最北端の駅であるが、香里団地からのバスが香里園駅を始終着とする便も多いため隣接する枚方市民の利用者も多い。市内最大の乗降客数を誇る寝屋川市駅に比肩する程の利用客がおり、同駅と並んで通勤快急以下の全種別が停車する。
到着時に「成田山不動尊へお越しの方は京阪バスにお乗り換えください」とアナウンスが添えられることがある。これは大阪から鬼門となる京阪沿線に鬼門除けとして成田山大阪別院明王院を京阪が勧進したことによる。また、同電鉄の営業用旅客車両のうち鋼索線を除く車両には成田山不動尊のお守りが飾り付けられている。

## 歴史
開業当時の地名は友呂岐村大字郡（こおり）であったが、開業時に京阪が遊園地を開設するに際し、阪神沿線の香櫨園遊園地に倣って「香里」の字を当て、それが駅名になった。遊園地は1912年に枚方に移転してひらかたパークとなった。一方、香里駅では1920年代に住宅地として駅東側の造成がおこなわれたのち、京阪の手で「香里園経営地」として住宅が分譲され、1938年に「香里園」に改称した。したがって、香櫨園駅とは異なり、遊園地があった時代に「香里園」駅だったことはない。

### 年表
- 1910年（明治43年）4月15日：京阪本線開業と同時に、香里駅として設置[4]。
- 1930年（昭和5年）10月1日：急行停車駅となる[5]。
- 1938年（昭和13年）4月1日：香里園駅に改称[4]。
- 1939年（昭和14年）3月1日：午後に発生した大阪陸軍兵器支廠禁野倉庫の爆発事故により当駅より京都側が不通に。3月4日午後8時より被災した光善寺-牧野間各駅を通過扱いとして運行再開。[6]。
- 1943年（昭和18年）10月1日：会社合併により京阪神急行電鉄の駅となる。
- 1949年（昭和24年）12月1日：会社分離により京阪電気鉄道の駅となる。
- 1963年（昭和38年）5月15日：隣の豊野駅廃止にともない待避線設置、豊野折り返し電車を当駅まで延長。駅舎を橋上駅舎に改築[4]（京阪では最初の橋上駅舎）。
- 1971年（昭和46年）11月29日：学生専用出口開設[4]。
- 1974年（昭和49年）10月10日：陸橋階段増設[4]。
- 1976年（昭和51年）11月20日：京阪の駅で初めてホームに点字ブロックを設置[7]。
- 1983年（昭和58年）4月27日：有料駐輪場「駐輪センター」営業開始[8]。
- 1988年（昭和63年）1月12日：新駅舎完成、改札口移設[4]。
- 1994年（平成6年）11月25日：待合室を京都側へ移設、使用開始（冷暖房完備）[9]。
- 1995年（平成7年）4月1日：橋上駅舎とホーム・西口を結ぶ身障者対応エレベーター3基設置・駅舎内に車椅子対応トイレ設置[10]。
- 1998年（平成10年）4月1日：北駐輪場（自転車674台収容）を新設、使用開始[11]。
- 2000年（平成12年）11月22日：駅直結のフレスト香里園店オープン[5]。
- 2002年（平成14年）5月1日：改札前コンコース内にアンスリー香里園店オープン。
- 2003年（平成15年）4月1日：駅西側駅前広場が使用を開始。また、音羽町・石津方面への新バス路線開通。
- 2004年（平成16年）
  - 4月1日：駅西側駅前広場工事完了（オブジェクトの設置、美装化等）。
  - 5月17日：けいはんインフォステーション設置。
  - 5月26日：駅舎リニューアルオープン[5]。
- 2005年（平成17年）8月9日：香里園駅東地区市街地再開発事業関連 都市計画決定。
- 2008年（平成20年）10月19日：新設された快速急行（及び通勤快急）の停車駅となる。
- 2009年（平成21年）3月29日：ジューサーバー閉店。
- 2010年（平成22年）7月1日：駅と関西医科大学香里病院とを結ぶ8号出口・連絡デッキが開通[12]。
- 2011年（平成23年）3月1日：駅東側の再開発事業の第1期工事が竣工、駅前広場が使用を開始。バスターミナルも移転して翌2日より新バスターミナルを使用開始[13]。
- 2014年（平成26年）3月25日：駅改札口に設置のバスロケーションシステムの運用が正式に開始される。
- 2016年（平成28年）3月15日：事故情報などをリアルタイムに知らせる「旅客案内ディスプレー」を設置[14]。
- 2017年（平成29年）11月1日：コンコースに宅配便受け取りロッカーを設置[15]。
- 2023年（令和5年）8月26日：ダイヤ改正で、全車座席指定列車「ライナー」のうち朝の樟葉・枚方市発淀屋橋行きの4本が当駅に停車するようになる。当駅止まりの列車の廃止。

## 駅構造

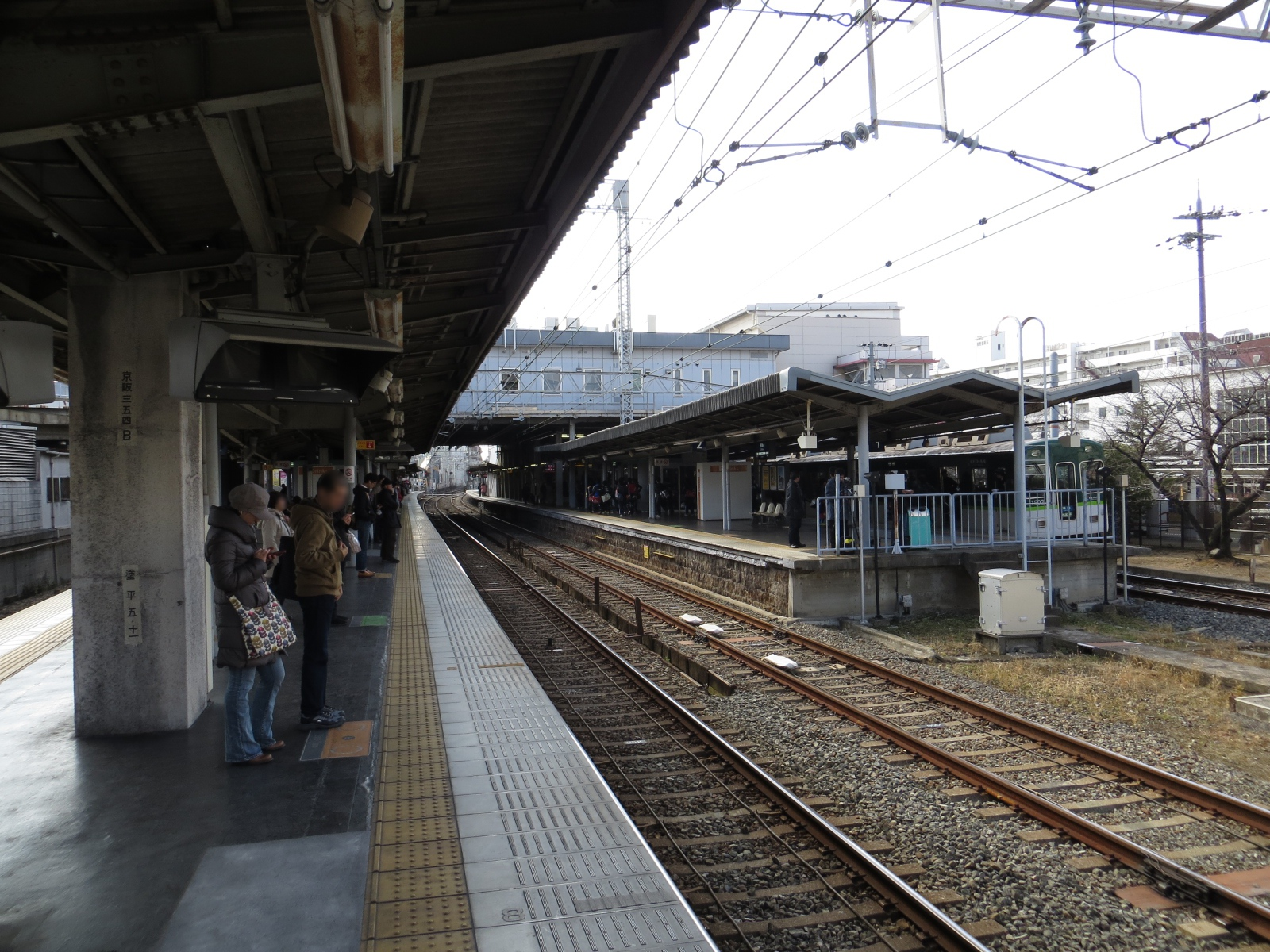
ホーム（2013年2月）

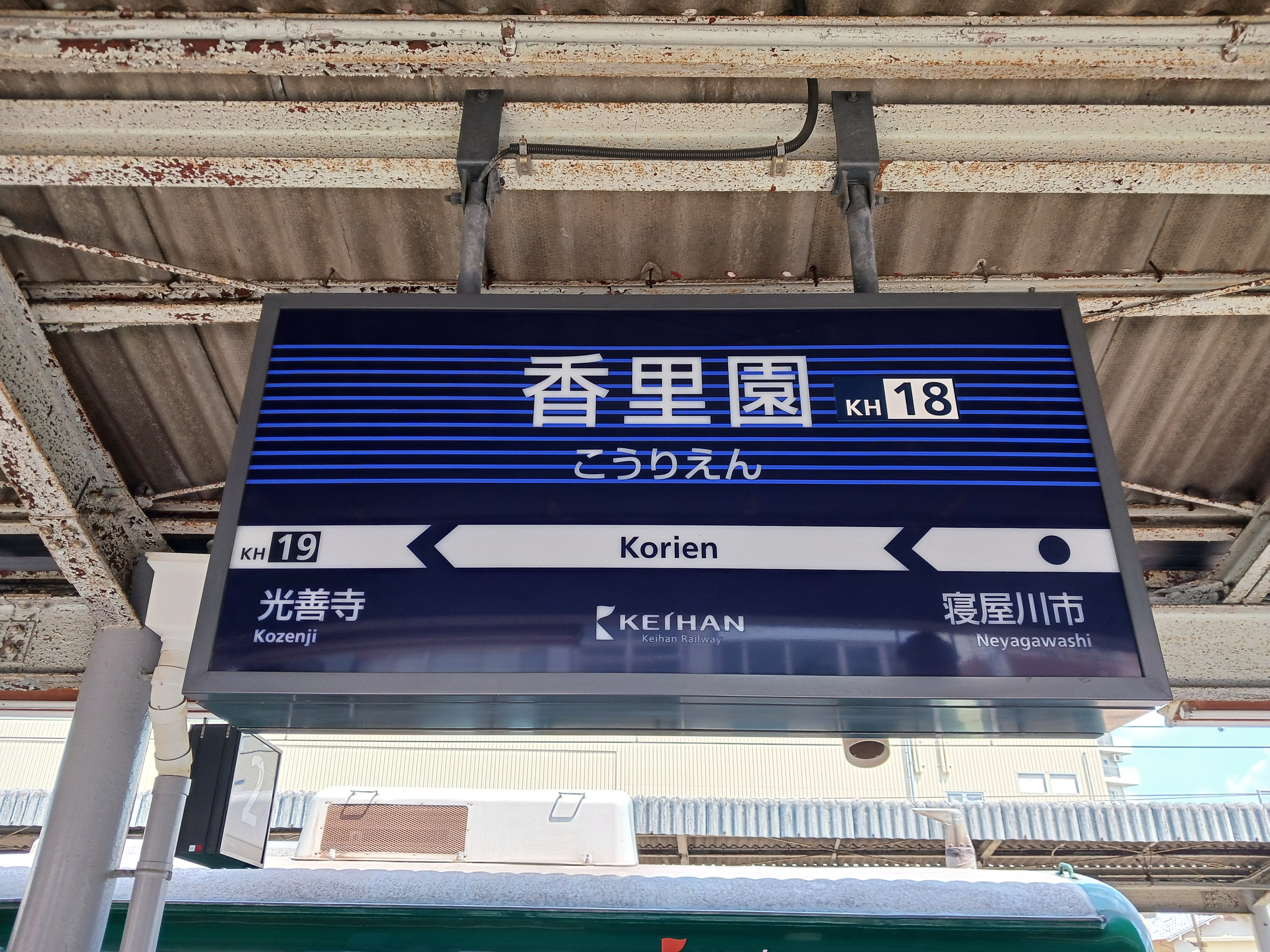
駅名標（2024年8月）

待避設備を備えた島式ホーム2面4線を有する橋上駅。改札口は1か所のみ。
駅入口のエレベーター設備は西口に1基、東口は駅に直結のフレストに1基設置されている。また府道八尾枚方線からのスロープが設けられている。8号出口のエスカレーターからペデストリアンデッキを経由して関西医大香里病院と直結している。
地形の関係上、奇数番線（1・3番線）が本線、偶数番線（2・4番線）が待避線となっている。いずれのホームも8両編成の停車可能。
2番線は、大阪方面への出発も可能な構造になっている。また、3番線と4番線から京都方面への出発も可能。
待避設備を有するため、発車メロディが導入されている。なおライナーについては通常特急用のメロディが使用されるが、当駅は特急が停車しない（特急用メロディが存在しない）ため一般用のものが使用される。

### のりば
| 番線 | 路線      | 方向 | 行先                 |
| ---- | --------- | ---- | -------------------- |
| 1・2 | ■京阪本線 | 上り | 三条・出町柳方面     |
| 3・4 | ■京阪本線 | 下り | 淀屋橋・中之島線方面 |

付記事項
- 1番線の西側には桜並木（ソメイヨシノ）の植え込みがあり、桜に混じってキンモクセイが1本植えられている。このキンモクセイは、かつての京阪の社長である太田光凞の自宅から同じく社長だった村岡四郎の自宅を経て1968年（昭和43年）に移植されたもので、来歴を示す看板が横に設置されている。

## ダイヤ

### 緩急接続について
日中時間帯は緩急接続は行わない。特急と準急の緩急接続は枚方市駅で行なわれる。通過列車（快速特急「洛楽」・特急・一部を除くライナー）の待避は基本的に通勤準急以下の種別で行われている。また、朝夕を中心に快速急行・急行と準急・普通との緩急接続が行われている。ただし、通勤快急の緩急接続は行われていない。
近年においては、日中の当駅での緩急接続・待避のパターンが頻繁に変化している。過去のダイヤにおいては、昼間時に準急（それ以前の15分毎のダイヤでは普通）が特急の待避を行っていたが、2006年4月16日の改正からは当駅で昼間に急行が待避するようになった。普通は守口市駅まで先着し、普通との連絡は守口市駅にて行われていた。2008年10月19日の改正では日中に区間急行が快速急行を、2011年5月の改正からは急行と普通が緩急接続を行うようにそれぞれ運行パターンが変更された。2016年3月26日改正より、再び日中に準急が特急を待避するようになったのち、2021年9月改正では快速急行と普通が連絡するように変更され、2025年3月22日改正で現行の連絡パターンとなっている。

### その他
平日朝の時間帯は、下り方面へのダイヤが過密になるため交互着発を行う。そのため、当駅での待避がなくとも4番線に入る列車も存在する。通勤快急は1本を除き4番線に入る。
2023年の改定までは上りの当駅止まりの電車が設定されていた 2025年の改定で再度設定された。　平日朝などに、普通の下り方向の始発列車が設定されていた時代もある。

## 利用状況
2022年（令和4年）度のある特定日における1日乗降人員は51,400人（乗車人員：25,677人、降車人員：25,723人）である。京阪の駅では京橋駅、淀屋橋駅、枚方市駅、寝屋川市駅、樟葉駅に次ぐ第6位である。特急通過駅では寝屋川市駅に次いで多い。
各年度の特定日における1日利用状況は下表の通りである。
| 年度               | 乗車人員 | 降車人員 | 乗降人員 | 出典          | 出典          |
| 年度               | 乗車人員 | 降車人員 | 乗降人員 | 大阪府        | 枚方市        |
| ------------------ | -------- | -------- | -------- | ------------- | ------------- |
| 1966年（昭和41年） | 28,003   | -        | -        | [ 大阪府 1 ]  | -             |
| 1967年（昭和42年） | 31,729   | -        | -        | [ 大阪府 2 ]  | -             |
| 1968年（昭和43年） | 35,827   | -        | -        | [ 大阪府 3 ]  | -             |
| 1969年（昭和44年） | 38,859   | -        | -        | [ 大阪府 4 ]  | -             |
| 1970年（昭和45年） | 39,167   | -        | -        | [ 大阪府 5 ]  | -             |
| 1971年（昭和46年） | 39,075   | -        | -        | [ 大阪府 6 ]  | -             |
| 1972年（昭和47年） | 40,392   | -        | -        | [ 大阪府 7 ]  | -             |
| 1973年（昭和48年） | 39,657   | -        | -        | [ 大阪府 8 ]  | -             |
| 1974年（昭和49年） | 41,326   | -        | -        | [ 大阪府 9 ]  | -             |
| 1975年（昭和50年） | 41,021   | -        | -        | [ 大阪府 10 ] | -             |
| 1976年（昭和51年） | 41,715   | -        | -        | [ 大阪府 11 ] | -             |
| 1977年（昭和52年） | 41,496   | -        | -        | [ 大阪府 12 ] | -             |
| 1978年（昭和53年） | 40,533   | -        | -        | [ 大阪府 13 ] | -             |
| 1979年（昭和54年） | 39,645   | -        | -        | [ 大阪府 14 ] | -             |
| 1980年（昭和55年） | 38,008   | -        | -        | [ 大阪府 15 ] | -             |
| 1981年（昭和56年） | 38,857   | -        | -        | [ 大阪府 16 ] | -             |
| 1982年（昭和57年） | 38,877   | 38,261   | 77,138   | [ 大阪府 17 ] | -             |
| 1983年（昭和58年） | 38,788   | 38,100   | 76,888   | [ 大阪府 18 ] | -             |
| 1984年（昭和59年） | 38,130   | 37,757   | 75,887   | [ 大阪府 19 ] | -             |
| 1985年（昭和60年） | 38,458   | 38,224   | 76,682   | [ 大阪府 20 ] | -             |
| 1986年（昭和61年） | 39,247   | 38,470   | 77,717   | [ 大阪府 21 ] | -             |
| 1987年（昭和62年） | 39,796   | 39,101   | 78,897   | [ 大阪府 22 ] | -             |
| 1988年（昭和63年） | 39,833   | 39,346   | 79,179   | [ 大阪府 23 ] | -             |
| 1989年（平成元年） | 40,443   | 38,987   | 79,430   | [ 大阪府 24 ] | -             |
| 1990年（平成02年） | 41,245   | 39,558   | 80,803   | [ 大阪府 25 ] | -             |
| 1991年（平成03年） | -        | -        | -        | [ 大阪府 26 ] | -             |
| 1992年（平成04年） | 40,614   | 39,534   | 80,148   | [ 大阪府 27 ] | -             |
| 1993年（平成05年） | -        | -        | -        | [ 大阪府 28 ] | -             |
| 1994年（平成06年） | -        | -        | -        | [ 大阪府 29 ] | -             |
| 1995年（平成07年） | 37,141   | 37,232   | 74,373   | [ 大阪府 30 ] | -             |
| 1996年（平成08年） | -        | -        | -        | [ 大阪府 31 ] | -             |
| 1997年（平成09年） | -        | -        | -        | [ 大阪府 32 ] | -             |
| 1998年（平成10年） | 35,443   | 34,964   | 70,407   | [ 大阪府 33 ] | -             |
| 1999年（平成11年） | -        | -        | -        | [ 大阪府 34 ] | -             |
| 2000年（平成12年） | 34,196   | 33,418   | 67,614   | [ 大阪府 35 ] | -             |
| 2001年（平成13年） | -        | -        | -        | [ 大阪府 36 ] | -             |
| 2002年（平成14年） | 32,696   | 32,085   | 64,781   | [ 大阪府 37 ] | [ 枚方市 1 ]  |
| 2003年（平成15年） | 33,006   | 32,754   | 65,760   | [ 大阪府 38 ] | [ 枚方市 1 ]  |
| 2004年（平成16年） | 32,345   | 32,164   | 64,509   | [ 大阪府 39 ] | [ 枚方市 1 ]  |
| 2005年（平成17年） | 31,948   | 32,003   | 63,951   | [ 大阪府 40 ] | [ 枚方市 1 ]  |
| 2006年（平成18年） | 30,896   | 30,813   | 61,709   | [ 大阪府 41 ] | [ 枚方市 1 ]  |
| 2007年（平成19年） | 31,163   | 31,132   | 62,295   | [ 大阪府 42 ] | [ 枚方市 2 ]  |
| 2008年（平成20年） | 31,172   | 31,058   | 62,230   | [ 大阪府 43 ] | [ 枚方市 3 ]  |
| 2009年（平成21年） | 29,782   | 30,118   | 59,900   | [ 大阪府 44 ] | [ 枚方市 4 ]  |
| 2010年（平成22年） | 30,511   | 30,382   | 60,893   | [ 大阪府 45 ] | [ 枚方市 5 ]  |
| 2011年（平成23年） | 30,255   | 30,342   | 60,597   | [ 大阪府 46 ] | [ 枚方市 6 ]  |
| 2012年（平成24年） | 29,686   | 29,873   | 59,559   | [ 大阪府 47 ] | [ 枚方市 7 ]  |
| 2013年（平成25年） | 28,818   | 28,990   | 57,808   | [ 大阪府 48 ] | [ 枚方市 8 ]  |
| 2014年（平成26年） | 29,629   | 29,647   | 59,276   | [ 大阪府 49 ] | [ 枚方市 9 ]  |
| 2015年（平成27年） | 29,686   | 29,735   | 59,421   | [ 大阪府 50 ] | [ 枚方市 10 ] |
| 2016年（平成28年） | 28,581   | 28,872   | 57,453   | [ 大阪府 51 ] | [ 枚方市 11 ] |
| 2017年（平成29年） | 29,429   | 29,655   | 59,084   | [ 大阪府 52 ] | [ 枚方市 12 ] |
| 2018年（平成30年） | 28,143   | 28,264   | 56,407   | [ 大阪府 53 ] | [ 枚方市 13 ] |
| 2019年（令和元年） | 29,475   | 29,550   | 59,025   | [ 大阪府 54 ] | [ 枚方市 14 ] |
| 2020年（令和02年） | 25,385   | 25,573   | 50,958   | [ 大阪府 55 ] | [ 枚方市 15 ] |
| 2021年（令和03年） | 24,725   | 24,880   | 49,605   | [ 大阪府 56 ] | [ 枚方市 16 ] |
| 2022年（令和04年） | 25,677   | 25,723   | 51,400   | [ 大阪府 57 ] | [ 枚方市 17 ] |

## 駅周辺

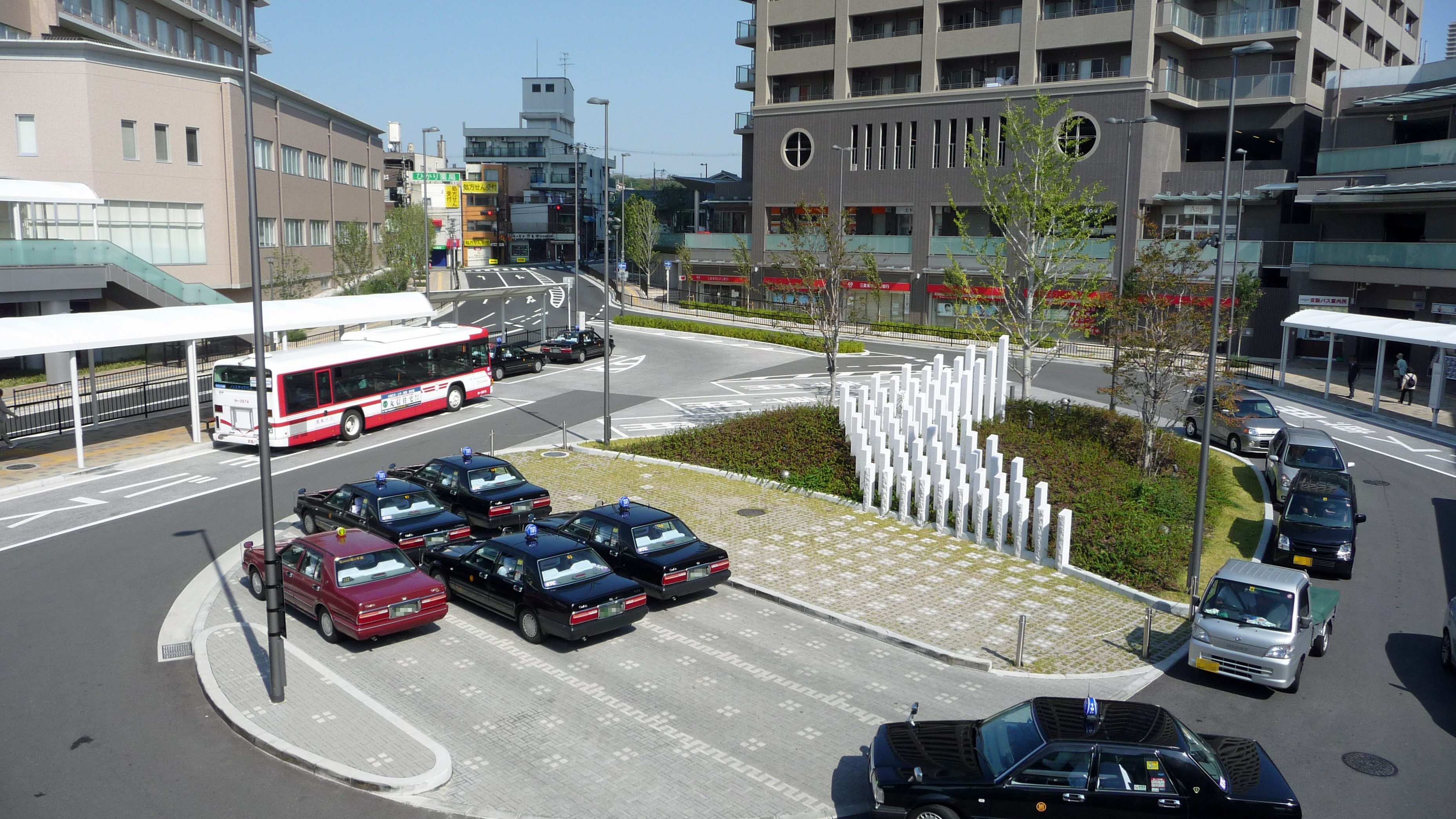
東口駅前広場と香里園かほりまち（2011年10月）

### 複合施設
- 香里園かほりまちテラス
  - ザ・香里園タワー[注 5]

### 公共施設
- 寝屋川市役所 香里園シティ・ステーション - いわゆる市役所の出張所で、寝屋川市ではシティ・ステーションと呼称。
- 寝屋川市立図書館西北分室

### 主な商業施設
- フレスト香里園店（駅から直結）
- 香里ダイエー本通商店街（ダイエー撤退後も名称が残る）
- 香里駅前通商店街
- 香里中央商店街
- 香里新町商店街
- 香里本通商店街
- ライフ香里園店
- 平和堂 アル・プラザ香里園
- 島忠 ホームズ寝屋川店（ロピア寝屋川島忠ホームズ店（関西1号店）他）
- バロー香里園店（2025年7月4日開店）

### 主な企業・団体
- 関西医科大学香里病院
- 寝屋川香里郵便局
- 寝屋川石田ボクシングクラブ

### 文教施設
- 香里ヌヴェール学院中学校・高等学校
- 同志社香里中学校・高等学校

### 寺社仏閣・主な観光地

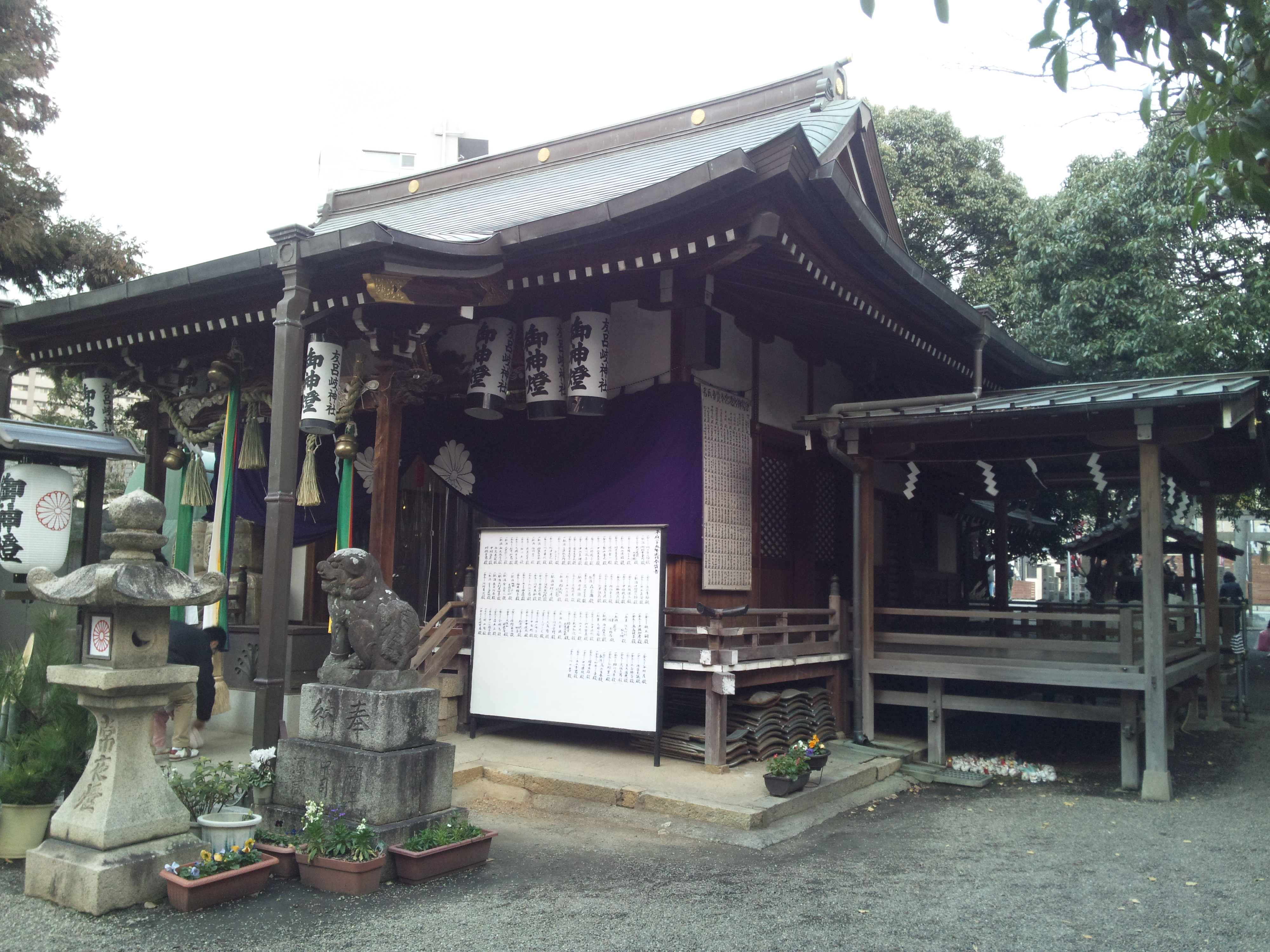
友呂岐神社（2013年1月）

- 成田山不動尊（成田山大阪別院明王院） - 東口からバスが発車（正月三が日などは頻発）。徒歩でも15分程度でアクセス可能。なおかつて当駅はこちらへ参拝するための「途中下車指定駅」に指定されていた[注 6]。
- 湯屋が谷弘法井戸
- 四方黒池（よもぐろいけ）
- 友呂岐神社
- カトリック香里教会

## バス路線
京阪バスにより運行されている。

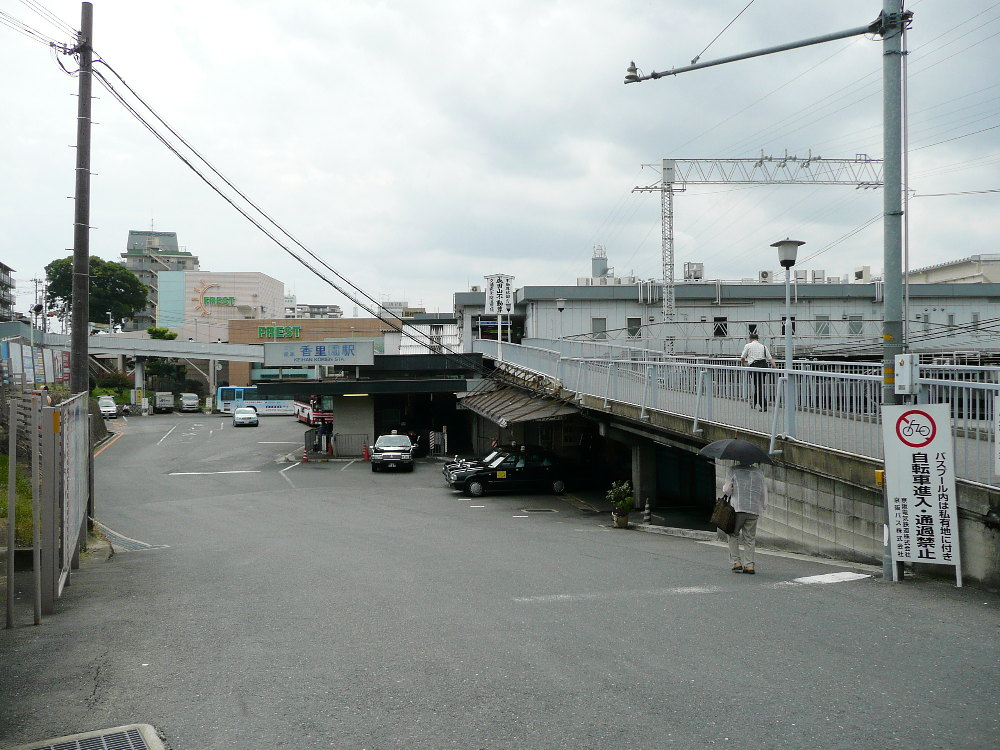
再開発前の東口とバスターミナル（2007年9月）

従来からの一般路線は東口ロータリーを発着している。停留所名は「京阪香里園」で、交野営業所が管轄。なおこのロータリーは関西医科大学香里病院の建替に伴う周辺の再開発において、当時のバスターミナルが周辺道路を含め飽和状態であったために整備されたものである。
一方、かつてタウンくるとして運行されていた路線は西口のりばを発着している。停留所名は「京阪香里園（西口）」だが行先表示機や車内モニターなどでは全て東口と同様「京阪香里園」とのみ表記される。こちらは寝屋川営業所が管轄。他に、2024年度からは京阪バスが撤退した路線を運行する寝屋川市の交通事業「ねやBUS」も乗り入れる。
路線数・系統数ともにそれほど多くはないが、寝屋川市北部・枚方市南部を中心とした住民の足として運行本数の多い路線が複数乗り入れている。
| のりば | 路線名         | 系統・行先                          | 備考                                                             |
| ------ | -------------- | ----------------------------------- | ---------------------------------------------------------------- |
| 1      | 寝屋川北部線   | 22号経路：寝屋川市駅（東口）        |                                                                  |
| 1      | 寝屋川団地線   | 25号経路：三井団地/三井秦団地       | 朝夕運行。三井団地行きと三井秦団地行きで経由地が一部異なる       |
| 1      | 寝屋川団地線   | 25B号経路：ビバモール寝屋川         |                                                                  |
| 2      | 香里団地線     | 1号経路：枚方市駅南口/藤田川        | 新香里経由。夕方以降に藤田川止まりの区間便が多数あり             |
| 2      | 香里団地線     | 1C号経路：野口北                    | 深夜のみ                                                         |
| 2      | 東中振山之上線 | い号経路：香里ヶ丘八丁目方面        | 循環路線。一部は香里ヶ丘八丁目止まり                             |
| 3      | 津田香里線     | 9号経路：高田/京阪交野市駅/交野車庫 | 高田止まりや野口から交野車庫へ向かう便あり（交野市駅行きが基本） |
| 3      | 津田香里線     | 9A号経路：枚方市駅南口/藤田川       | 高田経由。夜間1本は藤田川止まり                                  |
| 3      | 津田香里線     | 14号経路：津田駅                    |                                                                  |
| 3      | 津田香里線     | 15号経路：星田駅                    | ほぼ日中のみの運行                                               |
| 西口   | 寝屋川音羽町線 | 26号経路：寝屋川市駅（東口）        | 音羽町経由                                                       |
| 西口   | 寝屋川音羽町線 | 26A号経路：寝屋川市駅（東口）       | 音羽町・寝屋川市役所経由、平日のみ                               |

### 京阪バス利用状況
2022年次の1日平均乗降人員は9,785人（乗車人員：5,255人、降車人員：4,530人）。近年の1日平均利用状況は下表の通り。
| 年次               | 乗車人員 | 降車人員 | 乗降人員 | 出典          |
| ------------------ | -------- | -------- | -------- | ------------- |
| 2002年（平成14年） | 6,759    | 4,787    | 11,546   | [ 枚方市 18 ] |
| 2003年（平成15年） | 6,580    | 4,660    | 11,240   | [ 枚方市 18 ] |
| 2004年（平成16年） | 6,549    | 4,638    | 11,187   | [ 枚方市 18 ] |
| 2005年（平成17年） | 6,122    | 4,335    | 10,457   | [ 枚方市 18 ] |
| 2006年（平成18年） | 6,126    | 4,339    | 10,465   | [ 枚方市 18 ] |
| 2007年（平成19年） | 6,661    | 5,197    | 11,858   | [ 枚方市 19 ] |
| 2008年（平成20年） | 6,631    | 5,175    | 11,806   | [ 枚方市 20 ] |
| 2009年（平成21年） | 5,876    | 4,585    | 10,461   | [ 枚方市 21 ] |
| 2010年（平成22年） | 6,421    | 5,010    | 11,431   | [ 枚方市 22 ] |
| 2011年（平成23年） | 6,316    | 4,929    | 11,245   | [ 枚方市 23 ] |
| 2012年（平成24年） | 6,282    | 4,902    | 11,184   | [ 枚方市 24 ] |
| 2013年（平成25年） | 6,228    | 5,369    | 11,597   | [ 枚方市 25 ] |
| 2014年（平成26年） | 6,254    | 5,391    | 11,645   | [ 枚方市 26 ] |
| 2015年（平成27年） | 6,315    | 5,444    | 11,759   | [ 枚方市 27 ] |
| 2016年（平成28年） | 6,360    | 5,482    | 11,842   | [ 枚方市 28 ] |
| 2017年（平成29年） | 6,373    | 5,493    | 11,866   | [ 枚方市 29 ] |
| 2018年（平成30年） | 6,316    | 5,445    | 11,761   | [ 枚方市 30 ] |
| 2019年（令和元年） | 6,179    | 5,326    | 11,505   | [ 枚方市 31 ] |
| 2020年（令和02年） | 4,656    | 4,014    | 8,670    | [ 枚方市 32 ] |
| 2021年（令和03年） | 4,848    | 4,179    | 9,027    | [ 枚方市 33 ] |
| 2022年（令和04年） | 5,255    | 4,530    | 9,785    | [ 枚方市 34 ] |

## 立体交差事業
香里園駅を含む寝屋川市駅から枚方市駅の区間について、平成17年度政府予算で3年間5000万円の事前調査費が付き、構造や立体交差化に伴うまちづくりを検討する。その結果2013年基本設計がまとめられ、2014年より用地取得を開始、仮線を引き1線ずつ高架化される計画で2028年完成予定。香里園駅周辺はマンションが線路（西側）に隣接して建っている所もあるため、その部分を避ける形で線路東側に仮線を設けて工事を行う。また当駅は大阪側に京阪本線を跨ぐ旧国道170号線の跨線橋があるため、跨線橋を跨ぐ形で高架化される。

## 隣の駅
京阪電気鉄道
京阪本線
■快速特急「洛楽」・□ライナー（下記以外）・■特急
通過　
□ライナー（樟葉・枚方市始発淀屋橋行き下り列車）・■通勤快急（平日下りのみ運転）・■快速急行
寝屋川市駅 (KH17) - 香里園駅 (KH18) - 枚方市駅 (KH21)
■急行
寝屋川市駅 (KH17) - 香里園駅 (KH18) - 枚方公園駅 (KH20)
■通勤準急（平日朝下りのみ運転）・■準急・■区間急行・■普通
寝屋川市駅 (KH17) - 香里園駅 (KH18) - 光善寺駅 (KH19)
- 括弧内は駅番号を示す。

### 記事本文